# Maryna Zanewśka
Maryna Wołodymyriwna Zanewśka (ukr. Марина Володимирівна Заневська; ur. 24 sierpnia 1993 w Odessie) – belgijska tenisistka, mistrzyni juniorskiego US Open 2009 w grze podwójnej, zawodniczka praworęczna z oburęcznym backhandem, do 2016 roku reprezentująca Ukrainę.

## Kariera tenisowa
Zaniewska rozpoczęła treningi tenisowe w wieku ośmiu lat. W grudniu 2006 zadebiutowała w turniejach juniorskich Międzynarodowej Federacji Tenisowej na terenie Stanów Zjednoczonych. Swój pierwszy indywidualny tytuł zdobyła w kwietniu 2007 w Hiszpanii, kolejny tydzień później w Ribbarroja. Wstąpiła do akademii tenisowej, prowadzonej przez Justine Henin i Carlosa Rodrígueza. W roku 2009 ponownie zaczęła odnosić zwycięstwa, począwszy od imprezy w Monasterze, na zawodach w Nonthaburi skończywszy.
W marcu 2008 otworzyła swoją kolekcję mistrzostw w grze podwójnej, triumfując w Porto Alegre razem z Kristiną Mladenovic. W marcu 2009 w Nonthaburi, poza zwycięstwem singlowym, odniosła też wygraną w deblu u boku Hannah James. Razem z Waleriją Sołowjową zdobyła mistrzostwo wielkoszlemowego US Open 2009 dziewcząt. W finale Rosjanka i Ukrainka pokonały faworyzowane Elenę Bogdan i Noppawan Lertcheewakarn. Zaniewska została pierwszą uczennicą akademii Henin i Rodrigueza, która sięgnęła po tytuł w Wielkim Szlemie. W roku 2010 jej deblową partnerką była Sandra Zaniewska. W maju 2011 roku, Zaniewska zagrała swój pierwszy od szesnastu tygodni turniej juniorski. Ukrainka, jako czternasta zawodniczka z rozstawienia, dotarła do trzeciej rundy French Open 2011, gdzie przegrała z Darją Gawriłową. W grze podwójnej Zaniewskiej udało się zdobyć swój drugi wielkoszlemowy tytuł – Ukrainka, wraz z Iriną Chromaczową, pokonała w finale Wiktoriję Kan oraz Demi Schuurs.
Od roku 2009 Zanewśka występuje w turniejach kobiecych Międzynarodowej Federacji Tenisowej. Już swój drugi start w takiej imprezie zakończyła w roli zwyciężczyni. Miało to miejsce w Brukseli, a w finale Ukrainka była lepsza od Katarzyny Piter.
W kwietniu 2014 roku osiągnęła pierwszy w karierze finał zawodów cyklu WTA Tour – w Marrakeszu razem z Katarzyną Piter uległy w meczu mistrzowskim parze Garbiñe Muguruza–Romina Oprandi 6:4, 2:6, 9–11. Rok później, ponownie w Marrakeszu, razem z Laurą Siegemund nie zdołały pokonać Tímei Babos i Kristiny Mladenovic.

## Historia występów wielkoszlemowych
Legenda
     W, wygrany turniej
     F, przegrana w finale
     SF, przegrana w półfinale
     QF, przegrana w ćwierćfinale
     xR, przegrana w x rundzie
     Qx, przegrana w x rundzie kwalifikacji
     A, brak startu
     NH, turniej nie odbył się

### Występy w grze pojedynczej
| Australian Open        | A   | A   | A   | A   | Q2  | Q1  | Q3  | 1R  | 1R  | Q1  | Q1  | A   | Q3 | 2R | 1R  | 0 / 4  | 1 – 3  |  |  |  |  |  |  |  |  |  |
| French Open            | A   | A   | A   | A   | Q2  | 1R  | Q3  | 1R  | Q3  | Q2  | A   | A   | A  | 1R | 1R  | 0 / 4  | 0 – 4  |  |  |  |  |  |  |  |  |  |
| Wimbledon              | A   | A   | A   | A   | Q1  | Q2  | Q1  | Q3  | 1R  | Q1  | Q1  | NH  | Q1 | 1R | 1R  | 0 / 3  | 0 – 3  |  |  |  |  |  |  |  |  |  |
| US Open                | A   | A   | A   | A   | Q1  | 1R  | Q3  | Q1  | Q1  | Q1  | A   | A   | Q2 | 2R | 1R  | 0 / 3  | 1 – 3  |  |  |  |  |  |  |  |  |  |
|                        |     |     |     |     |     |     |     |     |     |     |     |     |    |    |     |        |        |  |  |  |  |  |  |  |  |  |
| Ranking na koniec roku | 770 | 293 | 435 | 197 | 117 | 134 | 140 | 127 | 147 | 221 | 249 | 258 | 81 | 81 | 239 | 0 / 14 | 2 – 13 |  |  |  |  |  |  |  |  |  |

### Występy w grze podwójnej
| Australian Open        | A | A   | A   | A   | A   | A   | A   | A   | A   | A   | A   | A   | A   | 1R  | A   | 0 / 1 | 0 – 1 |  |  |  |  |  |  |  |  |  |  |
| French Open            | A | A   | A   | A   | A   | 1R  | A   | A   | A   | A   | A   | A   | A   | QF  | 2R  | 0 / 3 | 4 – 3 |  |  |  |  |  |  |  |  |  |  |
| Wimbledon              | A | A   | A   | A   | 1R  | A   | A   | A   | Q1  | 2R  | A   | NH  | A   | 1R  | 1R  | 0 / 4 | 1 – 4 |  |  |  |  |  |  |  |  |  |  |
| US Open                | A | A   | A   | A   | A   | A   | A   | A   | A   | A   | A   | A   | A   | 1R  | A   | 0 / 1 | 0 – 1 |  |  |  |  |  |  |  |  |  |  |
|                        |   |     |     |     |     |     |     |     |     |     |     |     |     |     |     |       |       |  |  |  |  |  |  |  |  |  |  |
| Ranking na koniec roku | – | 339 | 266 | 328 | 120 | 117 | 122 | 144 | 114 | 105 | 294 | 340 | 520 | 177 | 488 | 0 / 9 | 5 – 9 |  |  |  |  |  |  |  |  |  |  |

### Występy w grze mieszanej
Maryna Zanewśka nigdy nie startowała w rozgrywkach gry mieszanej podczas turniejów wielkoszlemowych.

## Finały turniejów WTA
| Legenda                     | Legenda |
| --------------------------- | ------- |
| Wielki Szlem                |         |
| Igrzyska olimpijskie        |         |
| WTA Tour Championships      |         |
| 2009 – 2020                 |         |
| WTA Premier Mandatory       |         |
| WTA Premier 5               |         |
| WTA Premier                 |         |
| WTA International Series    |         |
| WTA 125K series (2012–2020) |         |
| od 2021                     |         |
| WTA 1000 (obowiązkowe)      |         |
| WTA 1000 (nieobowiązkowe)   |         |
| WTA 500                     |         |
| WTA 250                     |         |
| WTA 125                     |         |

### Gra pojedyncza 1 (1–0)
| Końcowy wynik | Nr | Data          | Turniej | Nawierzchnia | Przeciwniczka   | Wynik finału |
| ------------- | -- | ------------- | ------- | ------------ | --------------- | ------------ |
| Zwyciężczyni  | 1. | 25 lipca 2021 | Gdynia  | Ceglana      | Kristína Kučová | 6:4, 7:6(4)  |

### Gra podwójna 4 (0–4)
| Końcowy wynik | Nr | Data             | Turniej   | Nawierzchnia | Partnerka       | Przeciwniczki                   | Wynik finału   |
| ------------- | -- | ---------------- | --------- | ------------ | --------------- | ------------------------------- | -------------- |
| Finalistka    | 1. | 27 kwietnia 2014 | Marrakesz | Ceglana      | Katarzyna Piter | Garbiñe Muguruza Romina Oprandi | 6:4, 2:6, 9–11 |
| Finalistka    | 2. | 1 maja 2015      | Marrakesz | Ceglana      | Laura Siegemund | Tímea Babos Kristina Mladenovic | 1:6, 6:7(5)    |
| Finalistka    | 3. | 5 maja 2017      | Rabat     | Ceglana      | Nina Stojanović | Tímea Babos Andrea Hlaváčková   | 6:2, 3:6, 5–10 |
| Finalistka    | 4. | 22 lipca 2018    | Bukareszt | Ceglana      | Danka Kovinić   | Irina-Camelia Begu Andreea Mitu | 3:6, 4:6       |

## Finały turniejów WTA 125

### Gra pojedyncza 1 (1–0)
| Końcowy wynik | Nr | Data                 | Turniej | Nawierzchnia | Przeciwniczka     | Wynik finału |
| ------------- | -- | -------------------- | ------- | ------------ | ----------------- | ------------ |
| Zwyciężczyni  | 1. | 23 października 2022 | Rouen   | Twarda       | Viktorija Golubic | 7:6(6), 6:1  |

### Gra podwójna 1 (1–0)
| Końcowy wynik | Nr | Data              | Turniej | Nawierzchnia  | Partnerka         | Przeciwniczki                   | Wynik finału |
| ------------- | -- | ----------------- | ------- | ------------- | ----------------- | ------------------------------- | ------------ |
| Zwyciężczyni  | 1. | 12 listopada 2017 | Limoges | Twarda (hala) | Walerija Sawinych | Chloé Paquet Pauline Parmentier | 6:0, 6:2     |

## Wygrane turnieje rangi ITF
| turnieje z pulą nagród 100 000 $   |
| turnieje z pulą nagród 75/80 000 $ |
| turnieje z pulą nagród 50/60 000 $ |
| turnieje z pulą nagród 25 000 $    |
| turnieje z pulą nagród 15 000 $    |
| turnieje z pulą nagród 10 000 $    |

### Gra pojedyncza
|     | Data       | Turniej                   | Kat. | ($)     | Naw.     | Finalistka              | Wynik            |
| 1.  | 12/07/2009 | Bruksela                  | ITF  | 10 000  | ziemna   | Katarzyna Piter         | 0:6, 7:5, 7:5    |
| 2.  | 18/07/2010 | Zwevegem                  | ITF  | 25 000  | ziemna   | Sofie Oyen              | 7:6, 6:1         |
| 3.  | 20/11/2011 | Equerdreville             | ITF  | 10 000  | twarda   | Anna-Lena Friedsam      | 6:4, 6:2         |
| 4.  | 26/02/2012 | Mâcon                     | ITF  | 10 000  | twarda   | Ema Mikulcic            | 6:1, 6:2         |
| 5.  | 04/03/2012 | Bron                      | ITF  | 10 000  | twarda   | Anastasija Wasyljewa    | 5:7, 7:6(2), 6:3 |
| 6.  | 11/03/2012 | Dijon                     | ITF  | 10 000  | twarda   | Diāna Marcinkēviča      | 6:4, 6:4         |
| 7.  | 08/04/2012 | Tessenderlo               | ITF  | 25 000  | ziemna   | Tatjana Malek           | 6:2, 6:2         |
| 8.  | 23/09/2012 | Saint-Malo                | ITF  | 25 000  | ziemna   | Estrella Cabeza Candela | 6:2, 6:7(5), 6:0 |
| 9.  | 24/02/2013 | Moskwa                    | ITF  | 25 000  | twarda   | Sopia Szapatawa         | 6:4, 7:6(5)      |
| 10. | 03/03/2013 | Bron                      | ITF  | 10 000  | twarda   | Ysaline Bonaventure     | 6:2, 6:1         |
| 11. | 03/08/2014 | Bad Saulgau               | ITF  | 25 000  | ziemna   | Gabriela Cé             | 6:0, 6:4         |
| 12. | 10/08/2014 | Koksijde                  | ITF  | 25 000  | ziemna   | Richèl Hogenkamp        | 6:1, 6:1         |
| 13. | 10/08/2014 | Saint-Malo                | ITF  | 50 000  | ziemna   | Camilla Rosatello       | 6:1, 6:3         |
| 14. | 23/10/2016 | Joué-lès-Tours            | ITF  | 50 000  | twarda   | Elena-Gabriela Ruse     | 6:3, 6:3         |
| 15. | 20/08/2017 | Vancouver                 | ITF  | 100 000 | twarda   | Danka Kovinić           | 5:7, 6:1, 6:3    |
| 16. | 11/03/2018 | Zhuhai                    | ITF  | 60 000  | twarda   | Marta Kostiuk           | 6:2, 6:4         |
| 17. | 07/04/2019 | Óbidos                    | ITF  | 25 000  | dywanowa | Mariam Bolkwadze        | 7:5, 6:2         |
| 18. | 06/06/2021 | Otočec                    | ITF  | 25 000  | ziemna   | Lea Bošković            | 7:6(4), 6:0      |
| 19. | 31/10/2021 | Les Franqueses del Vallès | ITF  | 80 000  | twarda   | Ylena In-Albon          | 7:6(5), 6:4      |

### Gra podwójna
|     | Data       | Turniej          | Kat. | ($)     | Naw.   | Partnerka                | Przeciwniczki                          | Wynik             |
| 1.  | 21/03/2010 | Sankt Petersburg | ITF  | 10 000  | twarda | Alyona Sotnikova         | Aleksandra Panowa Jewgenija Paszkowa   | 7:5, 6:3          |
| 2.  | 12/09/2010 | Denain           | ITF  | 25 000  | ziemna | Nadieżda Guśkowa         | Evelyn Mayr Julia Mayr                 | 6:2, 6:0          |
| 3.  | 19/06/2011 | Montpellier      | ITF  | 25 000  | ziemna | Paula Cristina Gonçalves | Inés Ferrer Suárez Mădălina Gojnea     | 6:4, 7:5          |
| 4.  | 03/07/2011 | Middelburg       | ITF  | 25 000  | ziemna | Quirine Lemoine          | Julia Cohen Florencia Molinero         | 6:3, 6:4          |
| 5.  | 17/07/2011 | Zwevegem         | ITF  | 25 000  | ziemna | Lenka Wienerová          | Kim Kilsdonk Nicolette Van Uitert      | 6:4, 3:6, 10-7    |
| 6.  | 23/10/2011 | Antalya          | ITF  | 10 000  | ziemna | Sofia Kvatsabaia         | Diana Enache Danielle Harmsen          | 6:4, 6:1          |
| 7.  | 08/04/2012 | Tessenderlo      | ITF  | 25 000  | ziemna | Demi Schuurs             | Tatjana Maria Stephanie Vogt           | 6:4, 6:3          |
| 8.  | 03/08/2013 | Vancouver        | ITF  | 100 000 | twarda | Sharon Fichman           | Jacqueline Cako Natalie Pluskota       | 6:2, 6:2          |
| 9.  | 07/09/2013 | Trabzon          | ITF  | 50 000  | twarda | Julija Bejhelzimer       | Alona Fomina-Klotz Christina Shakovets | 6:3, 6:1          |
| 10. | 26/03/2016 | Naples           | ITF  | 25 000  | ziemna | Walerija Sołowjowa       | Sophie Chang Quirine Lemoine           | 7:5, 6:0          |
| 11. | 17/09/2016 | Biaritz          | ITF  | 100 000 | ziemna | Irina Chromaczowa        | Cornelia Lister Nina Stojanović        | 4:6, 7:5, 10-8    |
| 12. | 22/09/2019 | Saint-Malo       | ITF  | 60 000  | ziemna | Ekaterine Gorgodze       | Aliona Bolsova Tereza Mrdeza           | 6:7(8), 7:5, 10-8 |
| 13. | 19/10/2019 | Szekesfehervar   | ITF  | 60 000  | ziemna | Irina Maria Bara         | Akgul Amanmuradova Elena Bogdan        | 3:6, 6:2, 10-8    |

## Finały wielkoszlemowych turniejów juniorskich

### Gra podwójna (2)
| Końcowy wynik | Rok  | Turniej     | Nawierzchnia | Partnerka          | Przeciwniczki                  | Wynik finału   |
| Zwyciężczyni  | 2009 | US Open     | Twarda       | Walerija Sołowjowa | Elena Bogdan N. Lertcheewakarn | 1:6, 6:3, 10–6 |
| Zwyciężczyni  | 2011 | French Open | Ceglana      | Irina Chromaczowa  | Wiktorija Kan Demi Schuurs     | 6:4, 7:5       |